# Salvatore Pappalardo (arcybiskup)
Salvatore Pappalardo (ur. 18 marca 1945 w Nicolosi) – włoski duchowny katolicki, arcybiskup Syrakuz w latach 2008−2020.

## Życiorys
Święcenia kapłańskie otrzymał 30 czerwca 1968 i został inkardynowany do archidiecezji Katanii. Był m.in. duszpasterzem katańskich parafii, pracownikiem wydziału katechetycznego, wicerektorem seminarium, a także wicekanclerzem i kanclerzem kurii. W latach 1989–1998 wikariusz generalny.
5 lutego 1998 papież Jan Paweł II mianował go ordynariuszem diecezji Nicosia. Sakry biskupiej udzielił mu 5 marca 1998 arcybiskup Katanii – Luigi Bommarito.
12 września 2008 papież Benedykt XVI mianował go arcybiskupem metropolitą Syrakuz. 24 lipca 2020 przeszedł na emeryturę.